# کودتای ۲۰۰۳ آفریقای مرکزی
کودتایی در مارس ۲۰۰۳ در جمهوری آفریقای مرکزی اتفاق افتاد که نیروهای ژنرال فرانسوا بوزیزه به سمت بانگی، پایتخت این کشور راهپیمایی کردند، در حالی که رئیس‌جمهور آنژ-فلیکس پاتاسه در یک کنفرانس منطقه ای در نیجر بود. هنگامی که آنژ - فلیکس پاتاسه در خارج از کشور به سر می‌برد، فرانسوا بوزیزه با فرماندهی ۱۰۰۰ جنگجو به سمت بانگی پایتخت جمهوری آفریقای مرکزی حرکت کرد و فرودگاه بین‌المللی و کاخ ریاست جمهوری را به تصرف خود درآورد. سربازان دولتی، که بسیاری از آنها چندین ماه حقوق خود را دریافت نکرده بودند، مقاومت چندانی از خود نشان ندادند؛ ۳۷۰ حافظ صلح سازمان ایکاس مستقر در آفریقای مرکزی به جای نبرد با کودتاگران، پست‌های خود را ترک کردند. پس از آن بوزیزه حکومت نظامی برقرار کرد و قانون اساسی را به حالت تعلیق درآورد. در همین حال، رئیس‌جمهور پاتاسه، که در حال بازگشت به کشورش بود هواپیمایش توسط شورشیان مورد هدف قرار گرفت و مجبور شد به کامرون بگریزد. حضور شبه نظامیان چادی در میان شورشیان مورد توجه قرار گرفت، اما رئیس‌جمهور چاد، ادریس دبی، منکر ارائه هرگونه پشتیبانی نظامی به کودتاچیان شد. حداقل پانزده نفر در این کودتا کشته شدند.
در تلاش برای تثبیت اوضاع بانگی، نیروهای فرانسوی که کمتر از چهار سال پیش آفریقای مرکزی را ترک کرده بودند مجدداً به این کشور برگشتند. مأموریت نیروهای فرانسوی محافظت از اتباع خارجی اعلام شد. پس از کودتا، بوزیزه بخش جدیدی را در نیروهای مسلح آفریقای مرکزی به نام «وطن پرستان» که با او در کودتا شرکت کرده بودند ایجاد کرد، این گروه، گارد جمهوری‌خواه نیز نامیده می‌شد. آنها مرتکب جنایات بی شماری علیه غیرنظامیان در پایتخت شدند.

## واکنش‌ها
- جمهوری کنگو و  گابن: وزرای خارجه دو کشور پس از کودتا با ژنرال بوزیزه دیدار کردند و گفتند که با وی مذاکره خواهند کرد.[۲]
- چاد: رئیس‌جمهور چاد، ادریس دبی، ادعاها مبنی بر کمک نیروهای چادی به بوزیزه را تکذیب کرد.[۱]